# Каштановоголовый пушистый погоныш
Каштановоголовый пушистый погоныш (лат. Sarothrura lugens) — вид птиц семейства Sarothruridae отряда журавлеобразных. Птица среднего размера с пёстрым чёрно-белым оперением тела, крыльев и хвоста, каштановой головой и белым горлом. Обитает на полях и болотах, покрытых густой высокой травой, на лоскутном ареале в центральной части Африки южнее Сахары. В желудках птиц были обнаружены насекомые и семена. Гнёзда и яйца описаны не были, единственный известный экземпляр птенца был покрыт чёрным пухом. Международный союз охраны природы относит его к видам, близким к уязвимому положению.
Каштановоголовый пушистый погоныш был описан Рихардом Бёмом в 1884 году. Международный союз орнитологов выделяет два подвида. В роду пушистых погонышей он образует сестринскую группу с африканским пушистым погонышем.

## Описание
Каштановоголовый пушистый погоныш — птица среднего размера с длиной тела около 15 см. Длина крыла номинативного подвида Sarothrura lugens lugens составляет 75—82 мм, подвида Sarothrura lugens lynesi — 70—76 мм; длина клюва — 13—15 мм, цевки — 19—22,5 мм. Разница в размерах — это единственное различие между подвидами.
Оперение самцов на голове, затылке и бровях насыщенного каштанового цвета; подбородок и горло белые. Довольно длинный хвост каштановоголового пушистого погоныша окрашен в чёрный цвет с белыми пятнами; птицы часто задирают его вверх. Оперение груди пёстрое, с большим количеством белых полос, которые становятся шире ниже по телу. Оперение сверху тёмное коричнево-чёрное с белыми полосами. Крылья в основном покрыты пятнами или поперечными полосами. В отличие от самцов с головой, окрашенной в однотонный каштановый цвет, в оперении головы самок присутствуют светло-каштановые и чёрные полосы. Белые полосы на спине у самок шире и короче, чем у самцов. Вдоль переднего края крыла и у самцов и у самок проходит тонкая белая полоса. Радужка глаза каштановоголового пушистого погоныша тёмная серовато-коричневая. Клюв и ноги окрашены в коричневый или тёмно-серый цвета. Молодые самцы по сравнению со взрослыми имеют блёклое оперение с тёмной черновато-коричневой головой и меньшим количеством полос. Молодые самки также блёклые, со светлыми, а не каштановыми, полосами на голове; по сравнению со взрослыми птицами у них меньше отметин в верхней части тела и больше — в нижней. Птенцы имеют черноватое оперение с довольно заметным белым пятном на подбородке и горле, а также по центру живота.
Учёные сравнивают внешний вид каштановоголового пушистого погоныша с красногрудым (Sarothrura rufa) и африканским (Sarothrura boehmi) пушистыми погонышами. Этот вид отличается от них более длинным хвостом и более насыщенным каштановым цветом оперения. По сравнению с красногрудым пушистым погонышем оперение темнее, на груди у самца белые полосы, а не пятна, в верхней части тела самки больше отметин, а клюв красногрудого пушистого погоныша полностью чёрный. По сравнению с африканским пушистым погонышем у самца каштановый цвет оперения головы не переходит на затылок, по сторонам шеи и до верхней части груди, у самки пятна в нижней части белые, а не светлые. Вместе с тем, в Зимбабве молодых самок пёстрого пушистого погоныша (Sarothrura elegans) часто некорректно определяют как самок каштановоголового пушистого погоныша.
Вокализация этого вида пушистых погонышей изучена слабо. Песня самца напоминает непрерывную серию гортанных стонов и уханий «whooo», каждый сигнал которой продолжается около одной секунды с разной скоростью и высотой звука. Пауза между такими сигналами может достигать одной минуты. Обычно песни исполняются во время сезона размножения, но в Габоне их отмечали круглый год, особенно в октябре или во время дождя. Территориальные позывки представляют собой серию громких и коротких сигналов «koh», издаваемых со скоростью до 3 сигналов в секунду на протяжении 30—45 секунд. Иногда птицы исполняют несинхронные дуэты. На воспроизведение записанных позывок могут отвечать низким сигналом «cuk», схожим с позывкой африканского пушистого погоныша.

## Распространение

### Ареал и среда обитания
Каштановоголовый пушистый погоныш обитает на территории таких стран как Ангола, Камерун, Демократическая Республика Конго, Руанда, Танзания и Замбия. Площадь его непосредственного ареала (англ. extend of occurence) составляет 3 780 000 км². Ареал вида лоскутный.
Подвид S. l. lugens обитает близ города Обала в Камеруне, на северо-востоке Габона, в районах Фарадже, Касажи (Kasaji), Кунунгу (Kunungu) Демократической Республики Конго, в Руанде и в районе реки Угалла (Ugalla River) на западе Танзании. Подвид S. l. lynesi обитает в провинции Бие в центральной части Анголы и на севере Замбии. Возможно, вид встречается в Малави, но в этом регионе широко распространён красногрудый пушистый погоныш и как минимум одна из двух записей позывок относится к этому виду. Учёными были отклонены наблюдения каштановоголового пушистого погоныша в Зимбабве, Нигерии, Республике Конго и Центральноафриканской Республике. Стюарт Кит, Константин Уолтер Бенсон, Майкл Патрик Стюарт Ирвин в работе 1970 года задавались вопросом, почему обитающий близ экватора номинативный подвид S. l. lugens крупнее S. l. lynesi. Такое распространение противоречит правилу Бергмана.
Каштановоголовый пушистый погоныш обитает на небольших участках саванны в равнинных лесах или на покрытых травой болотах, на болотистых берегах озёр, в высокой траве по краю вудленда — «дамбо» (англ. dambo). Часто встречается в местах с густой растительностью высотой 0,7—1,5 м, но не любит глубокие водоёмы или грязь. На влажных культивируемых ландшафтах на северо-востоке Габона с доминирующими растениями рода афрамомум (Aframomum) и марантой тростниковидной (Maranta arundinacea) каштановоголовый пушистый погоныш встречается вместе с красногрудым, хотя, как и другие пушистые погоныши, предпочитает более сухие территории. Аналогично, на севере Замбии оба вида встречаются в высокой траве и делят ареал с африканским пушистым погонышем, который, впрочем, предпочитает менее высокую растительность.
Скорее всего, каштановоголовый пушистый погоныш ведёт полностью оседлый образ жизни, осуществляя локальные перемещения за пределами сезона размножения из-за потери среды обитания вследствие пожаров. Возможно, после сезона размножения вид разлетается довольно широко, так как, вероятно, один раз птица была отмечена в Малави.

### Охранный статус
Международный союз охраны природы относит каштановоголового пушистого погоныша к видам, близким к уязвимому положению (NT). Кит, Бенсон и Ирвин полагали, что это реликтовый вид, который уступает в распространении родственному красногрудому пушистому погонышу. Вместе с тем, на некоторых участках его численность выше, чем у последнего. Птицы распространены на северо-востоке Замбии, где 5-6 поющих птиц отмечали на участке радиусом около 450 м. Оценка затруднена из-за некорректной идентификации молодых самок. Численность оценивается в 670-6700 взрослых особей и, предположительно, падает. По мнению автора книги о пастушковых Барри Тейлора (Barry Taylor), каштановоголовый пушистый погоныш должен быть отнесён к уязвимым видам (VU).

## Питание
Очень мало известно об особенностях питания каштановоголового пушистого погоныша. В желудках взрослых птиц были обнаружены насекомые и семена, в желудке птенца — маленькие чёрные муравьи.

## Размножение
Сезон размножения варьирует в зависимости от географического положения; в южной части ареала приходится на время влажного сезона. Предположительно, птицы остаются одиночками в течение всего года, формируя пары только на время размножения.
На основе информации о молодых птицах и о самках, готовых откладывать яйца, учёные выяснили, что каштановоголовый пушистый погоныш откладывает яйца в Камеруне в апреле, июле и сентябре, в Демократической Республике Конго — в марте и апреле, в Замбии — в марте и декабре. Гнёзда и яйца этого вида описаны не были.
Единственный известный экземпляр птенца был покрыт чёрным пухом, его клюв окрашен в чёрный цвет с белым основанием и кончиком.

## Систематика
Каштановоголовый пушистый погоныш был описан в 1884 году немецким зоологом Рихардом Бёмом, который отнёс его к роду коростели (Crex) — Crex luhens. В 1934 году британский орнитолог и адмирал флота Хьюберт Линс обнаружил два экземпляра птиц, которых он отнёс к Sarothrura rufa. Клод Генри Бакстер Грант и Сирил Макворт-Праед в 1934 году описали их как Sarothrura lineata lynesi — подвид каштановохвостого пушистого погоныша (Sarothrura affinis), а с 1937 года рассматривали его как отдельный вид. С 1965 года многие учёные стали рассматривать Sarothrura lynesi и Sarothrura lugens конспецифическими. В 1949 году швейцарский зоолог Альбер Монар (Albert Monard) описал вид Sarothrura modesta, который в 1951 году был признан синонимом Sarothrura lugens.
Международный союз орнитологов выделяет два подвида:
- Sarothrura lugens lugens (Boem, 1884) — обитает от Камеруна до Демократической Республики Конго, в Руанде и на западе Танзании;
- Sarothrura lugens lynesi Grant, Mackworth-Praed, 1934 — обитает в центральной Анголе, Замбии и, возможно, Малави.

В 1970 году Кит, Бенсон и Ирвин разделили пушистых погонышей на четыре группы: «pulchra» включает базальных жемчужного (Sarothrura pulchra) и пёстрого (Sarothrura elegans) пушистых погонышей, «ayresi» — зеркального пушистого погоныша (Sarothrura ayresi) и лемурийского погоныша (Sarothrura watersi), «affinis» — каштановохвостого (Sarothrura affinis) и мадагаскарского (Sarothrura insularis) пушистых погонышей, «rufa» — красногрудого (Sarothrura rufa), африканского (Sarothrura boehmi) и каштановоголового пушистых погонышей. В своей работе по классификации пастушковых (Rallidae), опубликованной в 1973 году, Сторрс Лавджой Олсон также считал обитающего в лесах жемчужного пушистого погоныша базальным таксоном, но утверждал, что остальные постепенно адаптировались к жизни в полях и всё больше отличались от Rallicula. Вместе с тем, Бредли Ливзи назвал разделение Кита, Бенсона и Ирвина интуитивным, но очень близким к результатам его исследований, опубликованным в 1998 году. По его мнению, жемчужный, пёстрый и красногрудый пушистые погоныши являются базальными таксонами, парафилитическими по отношению к остальным шести видам, среди которых сестринские отношения демонстрируют зеркальный и лемурийский, каштановоголовый и африканский, мадагаскарский и каштановохвостый виды. Последние две группы сестринские по отношению к друг другу, а первая — по отношению к образовавшейся группе.
Род пушистые погоныши (Sarothrura) формирует основу семейства Sarothruridae, выделенного в XXI веке из семейства пастушковых. Помимо пушистых погонышей Международный союз орнитологов относит к этому семейству представителей родов Mentocrex и Rallicula.